# عوض أباد (قهاب صرصر)
عوض أباد (بالفارسية: عوض‌آباد) هي مستوطنة تقع في إيران في قسم قهاب صرصر الريفي. يقدر عدد سكانها بـ 10 نسمة بحسب إحصاء 2016.